# Tredje positionen
Tredje positionen är en nationalistisk idéströmning som betonar oppositionen mot både kommunism och kapitalism. Rörelsen betraktas allmänt som nyfascism, men de som intar tredje positionen bekänner sig vare sig till höger eller vänster politiskt, utan anser sig stå bortom dessa två. Rörelsen använder ett keltiskt kors som symbol.
Strömningen uppstod under 1970-talet men hade sina rötter längre tillbaka, framför allt hos bröderna Otto och Gregor Strasser i det tyska nazistpartiets vänsterflygel, som sökte en allians med Sovjetunionen. Ett ursprung finns också i den så kallade nationalbolsjevismen, vilket syftade på kommunister som sökte en nationell snarare än internationell revolution. Strömningen fick dock ny näring under 1970-talet när många fascistiska ideologer försökte ersätta Hitler med flera med mindre belastade symboler. Corneliu Zelea Codreanu ses som en av de som hjälpte till att skapa rörelsen, utan att han själv satte namn på sin ideologi, som bestod till stor del av kristen nationalism/fascism och antisemitism samt antikommunism.
Förutom Italien kom ideologin så småningom att spridas till Storbritannien, där ledande personer inom National Front ("Nationella fronten", NF) anammade ideologin. Bland annat författade Derek Holland, en av de dåvarande ledarna för NF, boken The Political Soldier. Nick Griffin, mångårig partiledare för British National Party, tillhörde även han denna grupp. Idag är bland andra Roberto Fiore en av de italienska politiker som förespråkar den tredje positionen.
I USA grundades 2009 partiet American Third Position.